# Graine de courge

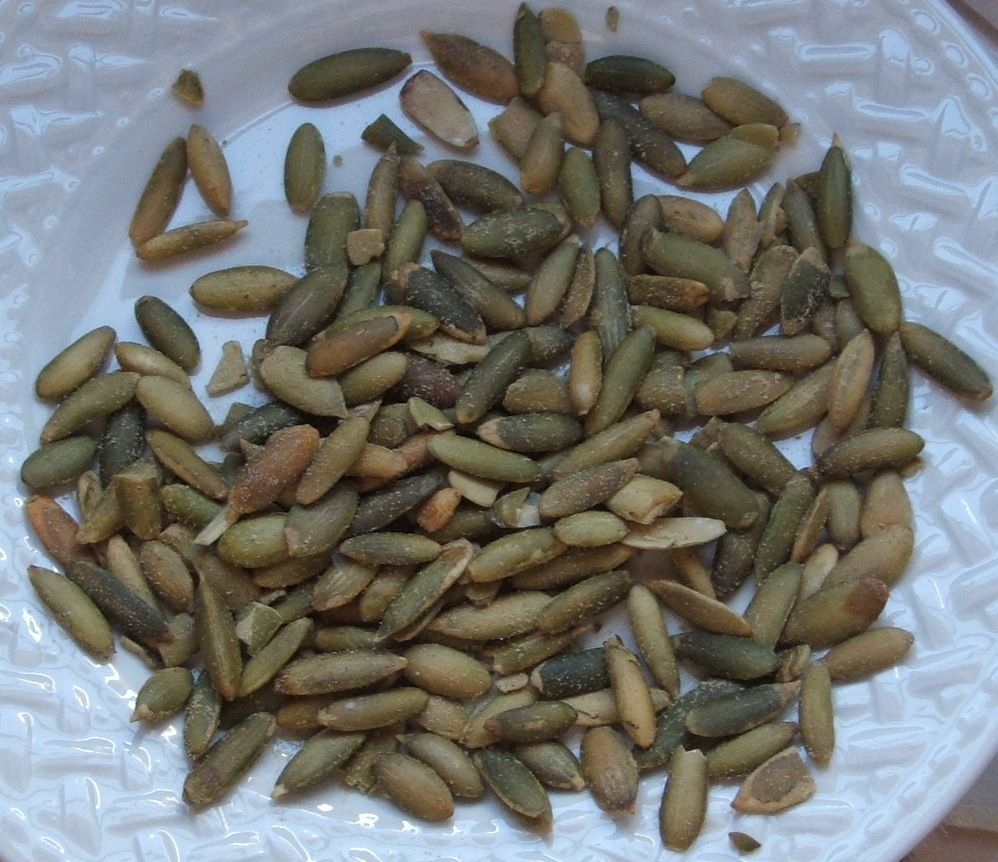
Graines de courge après décorticage, torréfaction et salage

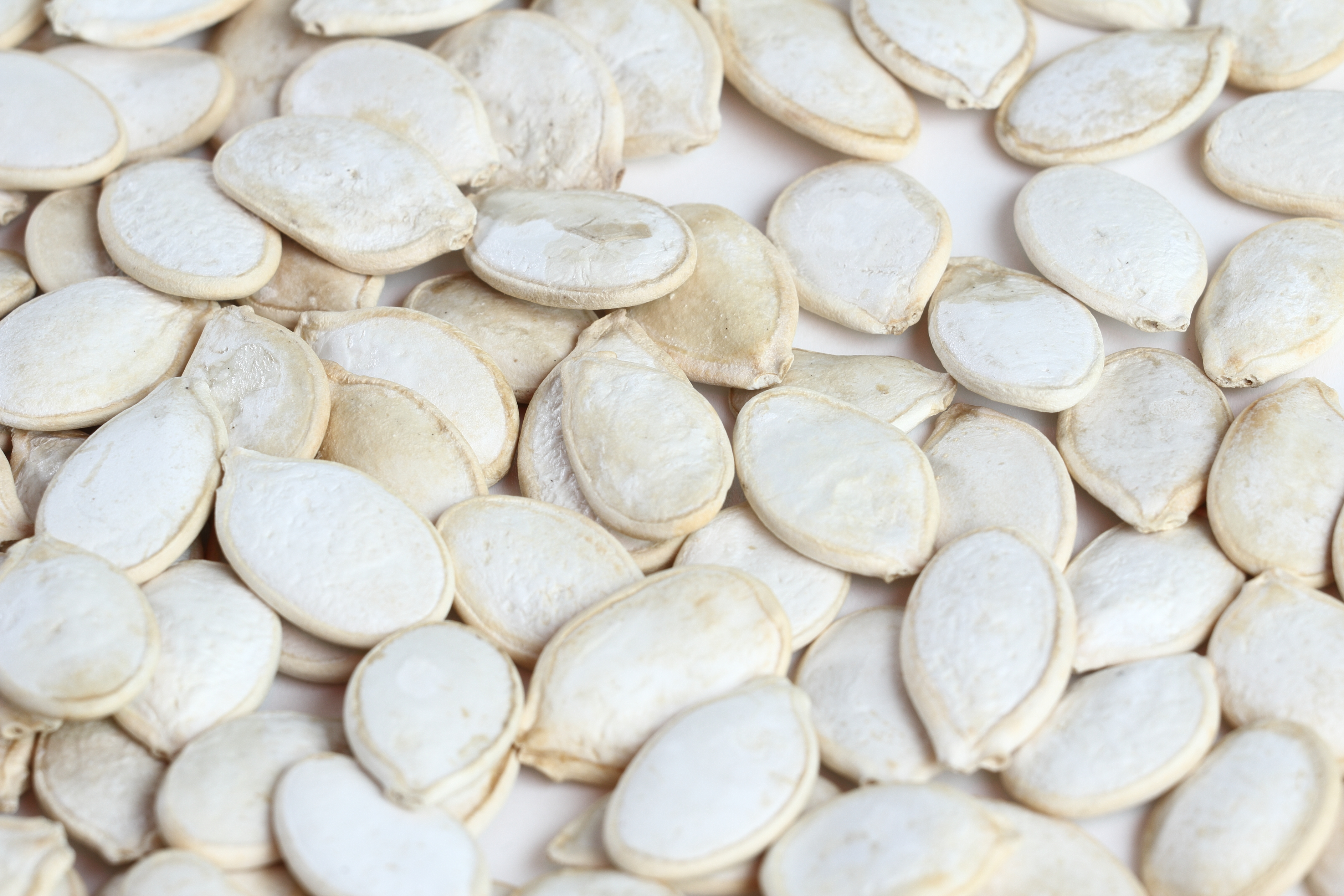
Graines de courge séchées en coques

La graine de courge est issue de la courge à huile Lady Godiva appartenant à l'espèce Cucurbita pepo. Cette graine vert foncé a une enveloppe très fine. Elle se mange nature, grillée, hachée ou moulue, et accompagne salades, soupes ou mueslis, se mélange à des légumes, des fruits secs ou s'incorpore dans la pâte à pain.
Cette graine est très nourrissante car riche en protéines, et contient de nombreux sels minéraux (magnésium, fer, phosphore, zinc, cuivre, potassium, calcium), des vitamines (A, B1, B2) et des acides gras insaturés. On en tire une huile alimentaire : l'huile de graines de courge.

## Cuisine

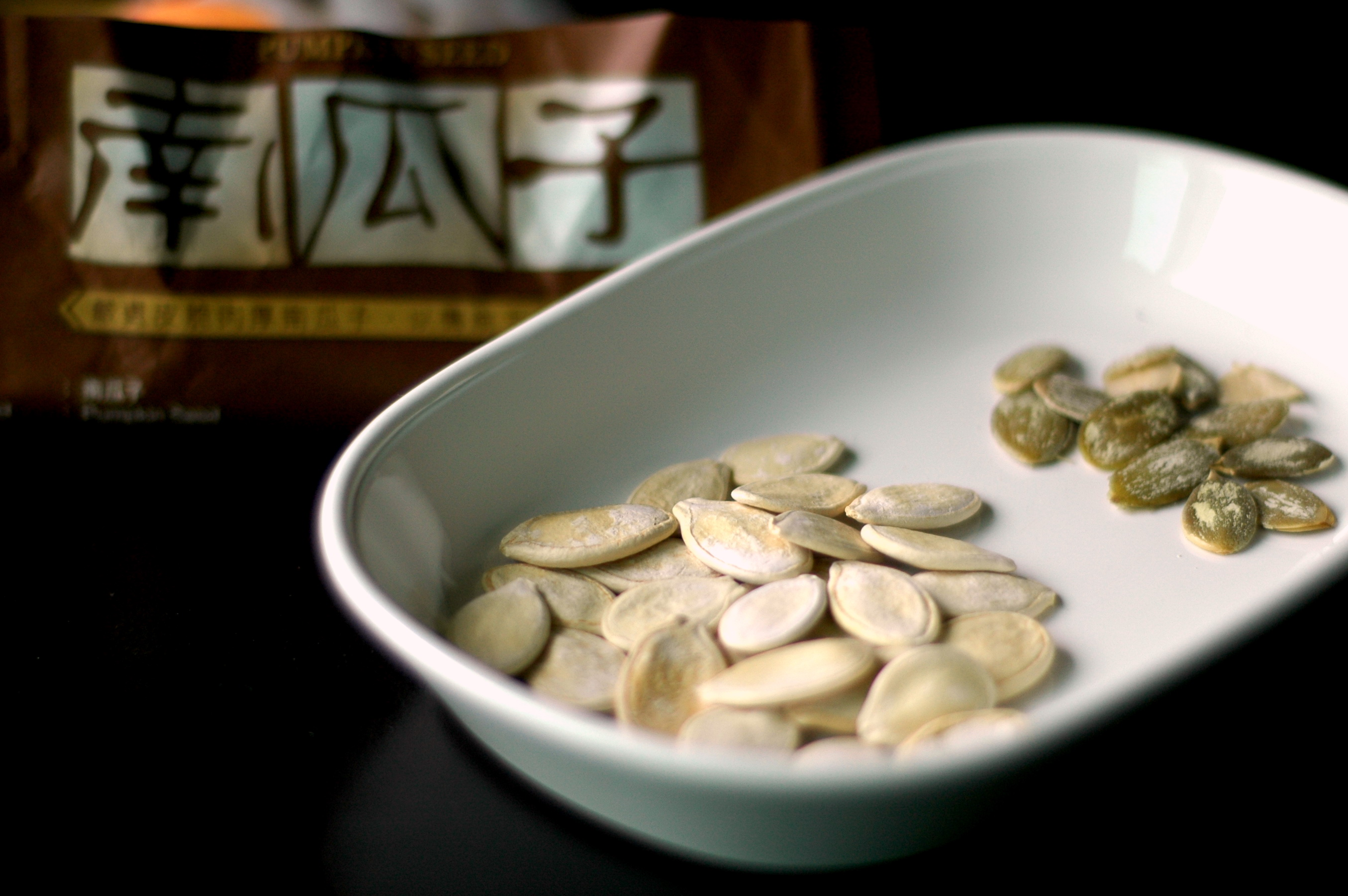
Graines de courge non décortiquées et décortiquées

Les graines de courge sont un ingrédient courant dans la cuisine mexicaine. Elles peuvent  également être grillées et servies comme collation. Une fois marinées et rôties, elles constituent une collation saisonnière d'automne aux États-Unis, elles sont également produites et vendues emballées, comme les graines de tournesol, et sont disponibles toute l'année. Connues sous leur nom espagnol, les Pepitas sont généralement salées et parfois épicées après avoir été grillées (et aujourd'hui aussi disponibles emballées et vendues en magasin), au Mexique et dans d’autres pays d'Amérique latine, dans le Sud-Ouest des États-Unis, et en particulier dans les enseignes d’alimentations générale au Mexique.
La première preuve connue de culture de Cucurbita remonte à il y a 8 000 à 10 000 ans, avant la culture d'autres cultures (maïs et haricots communs) dans la région d'environ 4 000 ans. Les changements dans la forme et la couleur des fruits indiquent que la reproduction intentionnelle de C. pepo s'est produite il y a au plus tard 8 000 ans,. Le processus de développement des connaissances agricoles des cultures s'est déroulé sur 5 000 à 6 500 ans en Mésoamérique. La courge a été cultivée en premier, le maïs en second, suivi des haricots, tous faisant partie du système agricole des Trois Sœurs,.
En tant qu'ingrédient dans les plats à base de mole, elles sont connues en espagnol sous le nom de pipián . Une collation mexicaine utilisant des pépites de façon artisanale[pas clair] est appelé pepitoría . Les graines de courge légèrement grillées, salées et non décortiquées sont populaires en Grèce avec le nom descriptif grec moderne : πασατέμπο, de italien : passatempo, littéralement "passe-temps".
L’huile est extraite sous pression des graines grillées de Cucurbita pepo subsp. pepo var. « styriaca » est aussi utilisée dans la cuisine de l'Europe centrale et de l’Est,. Un exemple est l'huile de graines de courge. Les graines de courge peuvent aussi être transformées en beurre-noisette.
Les graines de courge peuvent également être utilisées macérées dans de l'alcool neutre, qui est ensuite distillé pour produire une eau-de-vie.
Une sauce salsa à base de graines de courge connue sous le nom de sikil pak est par ailleurs un plat traditionnel du Yucatán,.

## Apports nutritionnels
- Si vous ne connaissez pas le sujet, laissez ce bandeau (vous pouvez alors contacter les auteurs).
- Si vous supprimez le contenu mis en cause (vous pouvez préalablement contacter les auteurs),

argumentez précisément cette suppression dans la page de discussion
(un manque de référence n'est pas un argument ; une recherche réelle de référence doit avoir été effectuée, être formellement documentée).
Les graines de courge possèdent des apports nutritionnels reconnus, elles regorgent de nutriments bénéfiques pour la santé.

### Riches en nutriments essentiels
Les graines de courge constituent une excellente source de plusieurs nutriments essentiels. Elles sont particulièrement riches en magnésium, fer, zinc et phosphore. Le magnésium joue un rôle crucial dans le fonctionnement musculaire et nerveux, tandis que le fer est essentiel pour la formation des globules rouges. Le zinc contribue au renforcement du système immunitaire et à la santé de la peau, tandis que le phosphore est essentiel pour la santé osseuse et la fonction cellulaire.

### Profil en acides gras sains
Elles apportent une source d'acides gras sains. Les graines de courge contiennent des acides gras polyinsaturés, tels que les acides linoléique et linolénique, qui sont des acides gras essentiels. Ces acides gras sont bénéfiques pour la santé cardiovasculaire, car ils peuvent aider à réduire les niveaux de cholestérol LDL (mauvais cholestérol) dans le sang.

### Riche en protéines végétales
Les graines de courge contiennent des protéines végétales. Elles fournissent une bonne quantité d'acides aminés essentiels, les éléments constitutifs des protéines nécessaires pour la croissance et la réparation des tissus. Les graines de courge sont donc une option intéressante pour les végétariens et les végétaliens souhaitant augmenter leur apport en protéines.

### Source de fibres alimentaires
Riches en fibres alimentaires, ce qui en fait un ajout bénéfique à une alimentation équilibrée. Les fibres alimentaires favorisent la santé digestive en améliorant le transit intestinal régulier et en prévenant la constipation. De plus, les fibres peuvent contribuer à la satiété, aidant ainsi à la gestion du poids.

### Autres nutriments et composés bénéfiques
Outre les nutriments, les graines de courge contiennent également des vitamines du complexe B, comme la thiamine, la riboflavine, la niacine et la vitamine B6. Elles sont riches en antioxydants, tels que les tocophérols et les phytostérols, qui aident à neutraliser les radicaux libres et à protéger les cellules contre les dommages oxydatifs.
Les apports nutritionnels peuvent varier légèrement en fonction de la variété des graines de courge et des méthodes de préparation. Cependant, dans l'ensemble, elles constituent un aliment sain et nutritif à intégrer à une alimentation équilibrée.

## Médecine traditionnelle
Les graines de citrouille étaient autrefois utilisées comme anthelminthique dans la médecine traditionnelle pour expulser les parasites, tels que les Taenia. Cela a conduit les graines à être répertoriées dans la pharmacopée des États-Unis comme antiparasitaire de 1863 à 1936.

## Propriétés médicinales
La graine de courge aide à soigner les infections urinaires. L'huile de graine de courge, riche en stérols, soulage les troubles de la prostate.

## Marché
En raison de leur polyvalence en tant qu'ingrédient de produit alimentaire ou collation, les ventes de graines de citrouille devraient augmenter de 13 % par an et atteindre 631 millions de dollars entre 2020 et 2024.